# 灤平県
灤平県（らんへいけん）は、中華人民共和国河北省承徳市に位置する県。現在の中華人民共和国の普通話発祥の地でもある。

## 歴史
1778年（乾隆43年）、清朝により設置された。1940年に県治が現在地に移転された。

## 行政区画
- 街道:中興路街道
- 鎮:灤平鎮、長山峪鎮、紅旗鎮、金溝屯鎮、虎什哈鎮、巴克什営鎮、張百湾鎮、付営子鎮、大屯鎮、火斗山鎮、両間房鎮、小営鎮、安純溝門鎮
- 民族郷:平坊満族郷、西溝満族郷、鄧廠満族郷、五道営子満族郷、馬営子満族郷、付家店満族郷